# Калбор
Калбор (рум. Calbor) — село у повіті Брашов в Румунії. Входить до складу комуни Беклян.
Село розташоване на відстані 184 км на північний захід від Бухареста, 60 км на північний захід від Брашова, 141 км на південний схід від Клуж-Напоки.

## Населення
За даними перепису населення 2002 року у селі проживали 245 осіб.
Національний склад населення села:
| Національність | Кількість осіб | Відсоток |
| -------------- | -------------- | -------- |
| румуни         | 228            | 93,1%    |
| угорці         | 9              | 3,7%     |
| цигани         | 7              | 2,9%     |

Рідною мовою назвали:
| Мова      | Кількість осіб | Відсоток |
| --------- | -------------- | -------- |
| румунська | 228            | 93,1%    |
| угорська  | 9              | 3,7%     |
| циганська | 7              | 2,9%     |